# Jelovice (Lanišće)
 Jelovice  (olaszul: Gelovizza) falu Horvátországban, Isztria megyében. Közigazgatásilag Lanišćéhez tartozik.

## Fekvése
Az Isztriai-félsziget északi részén a Ćićarija-hegység területén, Buzettől északkeletre, községközpontjától 12 km-re északnyugatra A Vrhovnik déli lejtőin a szlovén határ közelében fekszik. Legnagyobb része termékeny mező. Itt halad át a Vodicéből a szlovéniai Podgorjéba menő út.

## Története
Ez a vidék a környező településekkel együtt a 10. század után tűnik fel az írott forrásokban, amikor Trieszt területéhez tartozott. Ezután az aquileai pátriárka és a goriciai grófok uralma alatt volt. Első írásos említése 1323-ban történt. 1394-től a rašpori uradalom részeként a Velencei Köztársaság része lett. A 15. század végén a török támadásoktól szenvedett. 1523-ban Habsburg uralom alá került Rauber trieszti kapitány igazgatása alatt. Temploma a 17. században épület a régi templom helyén. 1857-ben 222, 1910-ben 254 lakosa volt. Lakói főként mezőgazdaságból, állattartásból, erdei munkákból, szénégetésből éltek. Áruikat főként Triesztben értékesítették. 1944. augusztus 10-én német csapatok gyújtották fel, lakosságát elhurcolták. 2011-ben a falunak mindössze 17 lakosa volt. Környéke vadakban rendkívül gazdag, ezért a vadászok kedvelt területe.

## Lakosság
| Lakosság változása | Lakosság változása | Lakosság változása | Lakosság változása | Lakosság változása | Lakosság változása | Lakosság változása | Lakosság változása | Lakosság változása | Lakosság változása | Lakosság változása | Lakosság változása | Lakosság változása | Lakosság változása | Lakosság változása | Lakosság változása |
| ------------------ | ------------------ | ------------------ | ------------------ | ------------------ | ------------------ | ------------------ | ------------------ | ------------------ | ------------------ | ------------------ | ------------------ | ------------------ | ------------------ | ------------------ | ------------------ |
| 1857               | 1869               | 1880               | 1890               | 1900               | 1910               | 1921               | 1931               | 1948               | 1953               | 1961               | 1971               | 1981               | 1991               | 2001               | 2011               |
| 222                | 251                | 259                | 267                | 289                | 254                | 238                | 0                  | 222                | 167                | 91                 | 56                 | 45                 | 27                 | 19                 | 17                 |

## Nevezetességei
Szent Ilona tiszteletére szentelt temploma a 17. században épült a régi templom helyén, a 19. században átépítették. Egyszerű egyhajós épület, homlokzata felett római típusú alacsony nyitott harangtoronnyal, benne egy haranggal. Oltárán az 1817-es évszám látható felírva, oltárképén a keresztet tartó Szent Ilona háttérben a templom képével. A templomot alacsony kerítőfal övezi.